# Calzada 2.ª Sección
Calzada 2.ª Sección es una ranchería del municipio de Cárdenas ubicado en la subregión de la Chontalpa del estado mexicano de Tabasco.

## Geografía
La localidad se ubica a 5.7 kilómetros (en dirección sudeste) de la localidad de Cárdenas, la cabecera y lugar más poblado del municipio. Se sitúa en las coordenadas geográficas 18°02′04″N 93°20′09″O / 18.034444, -93.335833, a una elevación de 14 metros sobre el nivel del mar.

## Demografía
Según el Conteo de Población y Vivienda 2020, efectuado por el Instituto Nacional de Estadística y Geografía, la localidad de Calzada 2.ª Sección tiene 1,527 habitantes, de los cuales 754 son del sexo masculino y 773 del sexo femenino. Su tasa de fecundidad es de 2.59 hijos por mujer y tiene 404 viviendas particulares habitadas.
| Gráfica de evolución demográfica de Calzada 2.ª Sección entre 1970 y 2020 |
|                                                                           |
| INEGI.                                                                    |